# Torres eléctricas del estrecho de Mesina

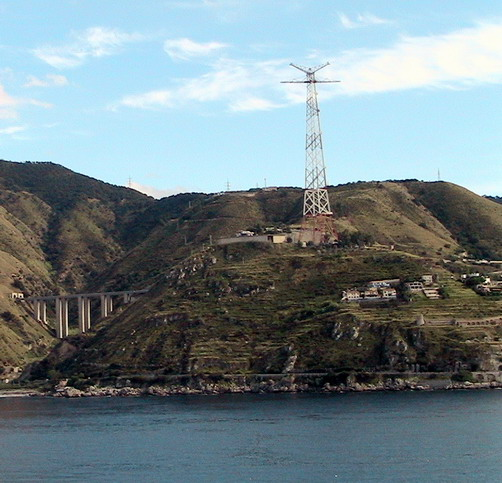
La torre eléctrica de Santa Trada,
sobre el lado continental del estrecho

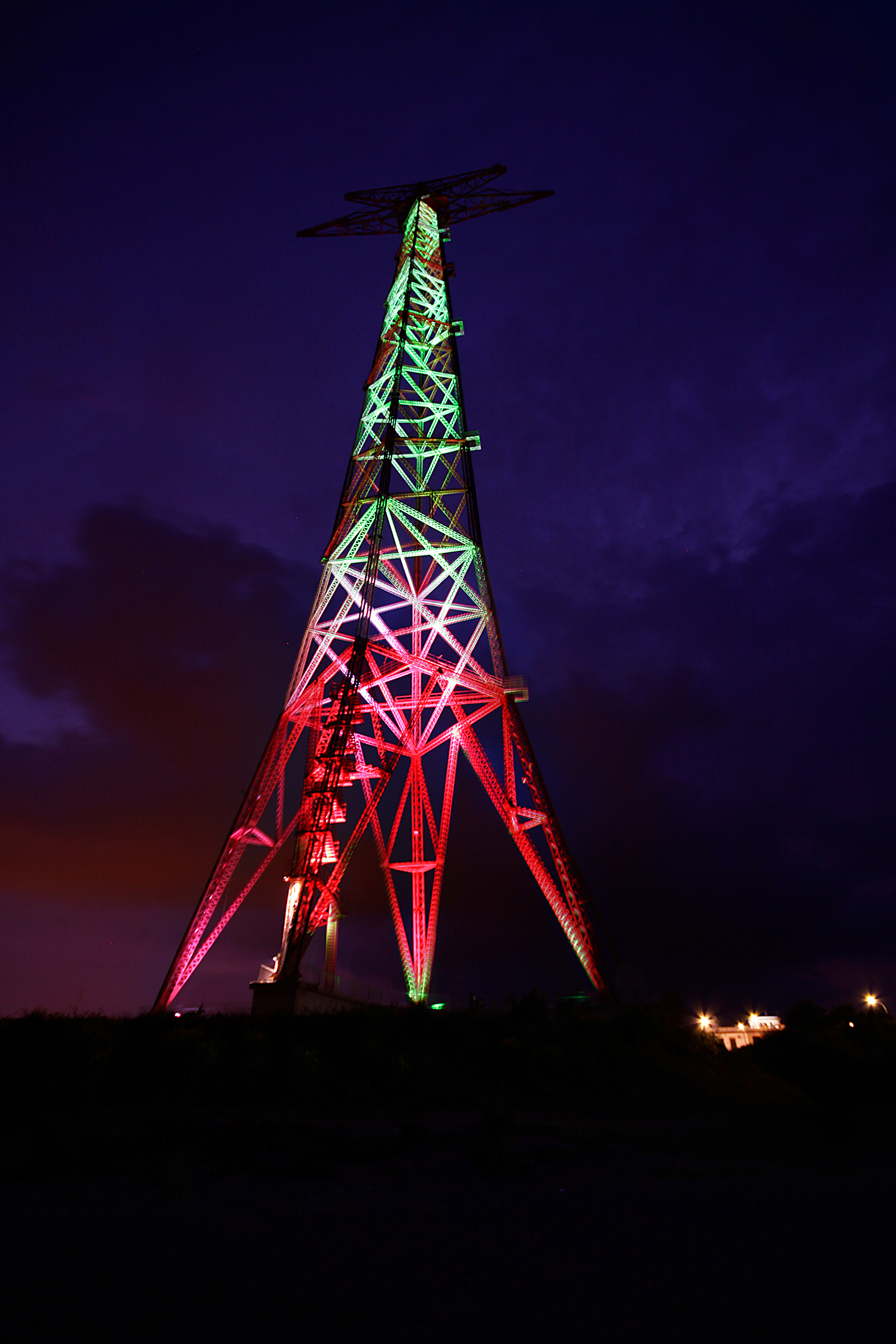
Pilón de Torre Faro (Mesina), iluminado con ocasión de la fiesta de la República, el 2 de junio de 2011

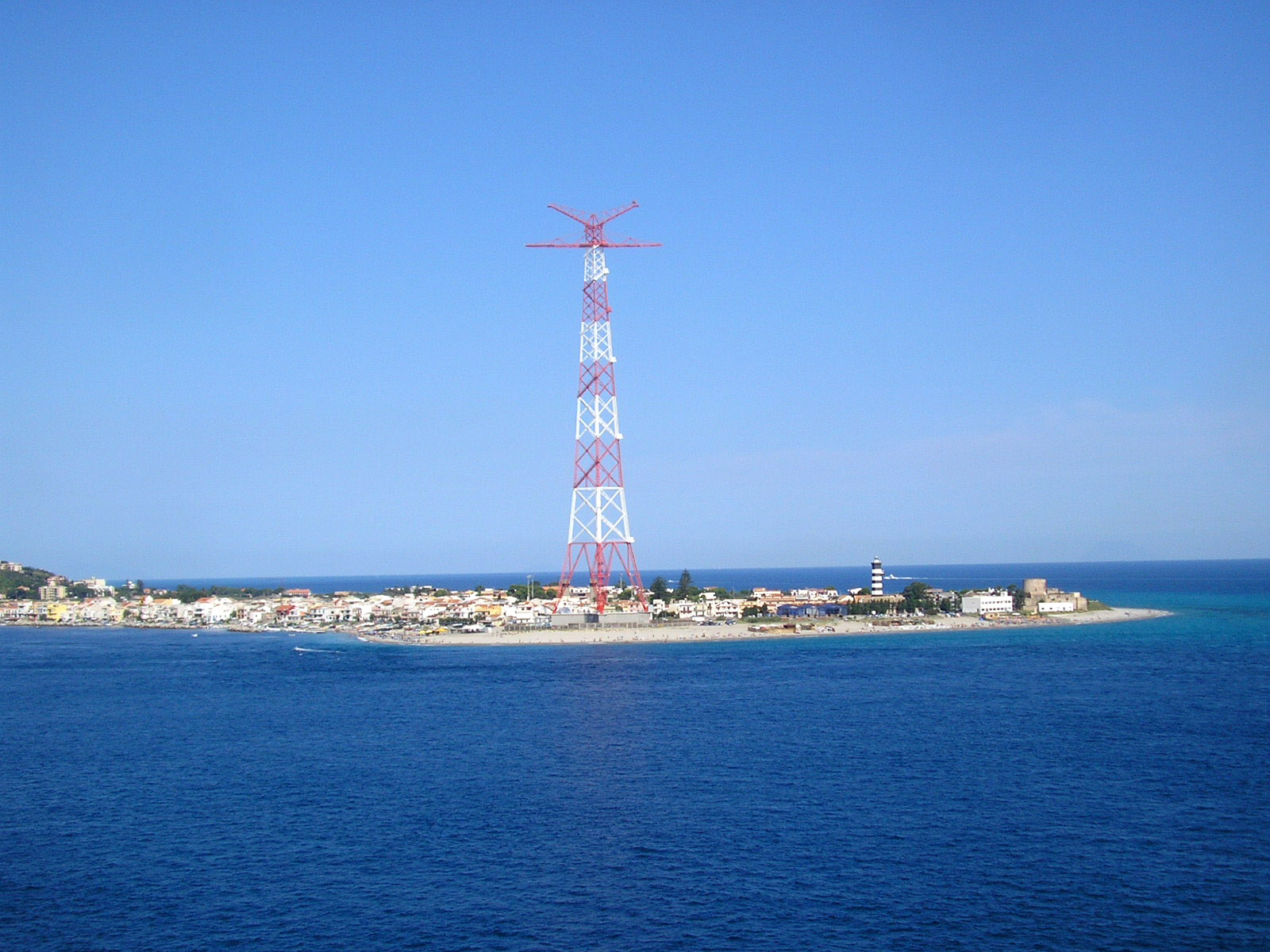
El pilón de Torre Faro,
sobre el lado siciliano del estrecho

Los denominados pilones del estrecho (en italiano, piloni dello Stretto) son las torres en desuso (el tendido aéreo se sustituyó por uno submarino en 1992) de la línea eléctrica de alta tensión de 220 kV que cruzaba el estrecho de Mesina entre Calabria y Sicilia. Son dos torres de acero exentas, una ubicada en el lado siciliano y la otra en el de Calabria.

## Historia y descripción

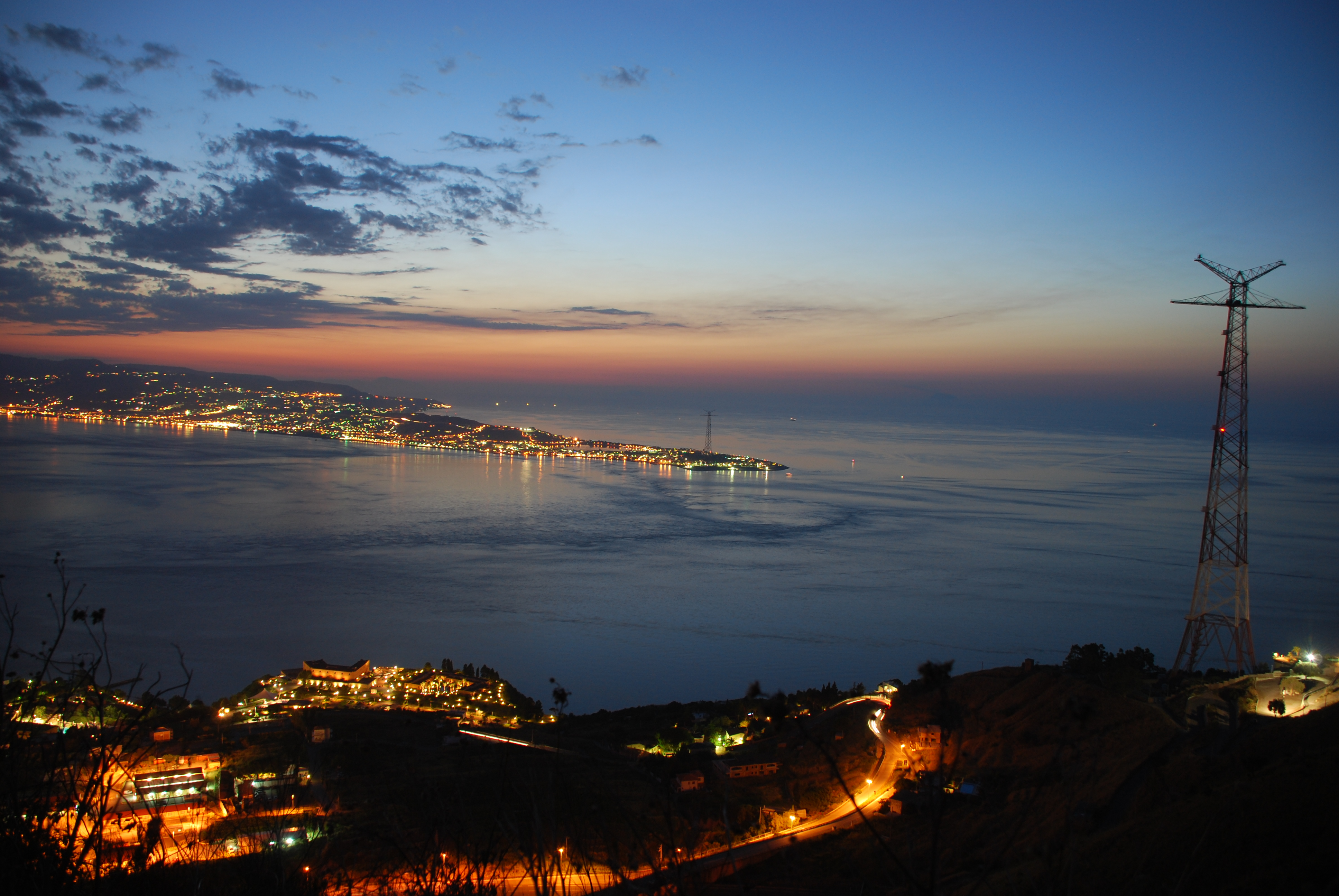
Estrecho de Mesina

La torre del tendido eléctrico del lado siciliano se denominado pilón Torre Faro (en el dialecto de Mesina U piluni). Fue diseñada por la SAE (la Società Anonima Elettrificazione de Milán) a partir de 1951 y construida entre 1954 y 1955 por encargo de la Società generale elettrica della Sicilia (SGES); fue inaugurada en mayo de 1956 por el entonces presidente de la Región Siciliana Giuseppe Alessi, y tiene una altura de 225 m, más ocho de la base de hormigón armado que la soporta, para un total de 233 m.
La torre del lado de Calabria, ubicada en la cima de la colina de Santa Trada, es idéntica, pero con los 169 m del promontorio por debajo, se encuentra a 394 m sobre el nivel del mar en el estrecho. Los cimientos, en los dos lados, con un cuerpo prismático en forma de cruz, son diferentes: la torre siciliana, dada la naturaleza del terreno, está apoyada en cuatro cajas independientes que llegan hasta 18 m bajo el nivel del mar; mientras que la torre calabresa se apoya en la roca directamente mediante una excavación profunda.
La torre de Calabria fue utilizada por el periodista Francesco Romeo para ser inscrito en el Libro Guinness de los récords europeo, logrando la emisión de televisión continental a mayor altura en una estructura abierta. El 7 de octubre de 2011, de hecho, Romeo y su equipo realizaron un programa de televisión especial, titulado El superático más hermoso del mundo, dedicada al increíble espectáculo que se puede admirar desde la parte superior del pilón.
Los pilones sirvieron de modelo a las torres del primer cruce de una línea eléctrica sobre el río Elba, en Alemania, y a las Torres del tendido eléctrico de Cádiz, en España, al margen de las particularidades del diseño ajustadas a las características geomorfológicas del estrecho de Mesina.
El tesado de los cables de la línea eléctrica entre las torres fue muy complejo: debieron tenderse sin que pudieran tocar el agua; operación delicada llevada a cabo en ocasiones posteriores y complicada por el súbito paso de un petrolero que no observó los signos de prohibición que durante días bloquearon el Estrecho. Las operaciones comenzaron el 15 de julio y el final estaba programado para el día 30; aunque el tendido concluyó a las 3:40 p. m. del 22 de septiembre de 1955, con el amarre de los conductores en ambos lados.
El tendido eléctrico, al tener que superar la superficie marina a una altitud suficientemente alta, tuvo que tensarse con elevadas cargas mecánicas durante más de 3 km del tramo. Por esta razón, no se usaron cables conductores normales, sino cables de acero. La pobre conductividad eléctrica del acero hizo que la transmisión de la corriente fuera particularmente costosa. La resistencia requerida para las fuertes ráfagas de viento tampoco permitió el uso de conductores trenzados, reduciendo su capacidad de transporte. El soporte superior de cada torre mide 75 m, de modo que los tres cables están a 25 m de distancia entre sí para evitar colisiones en caso de viento fuerte, un factor común en el estrecho de Mesina.
La mala conductividad de los cables de acero, muy por debajo del cobre como transmisor de energía, determinó la eliminación en febrero de 1992 de la conexión aérea a favor de una nueva conexión submarina, con el paso de los cables protegidos que dan servicio a la parte oriental de Sicilia. 
El pilón siciliano ha sido objeto de un total repintado después de la cancelación del tendido eléctrico, y se mantiene en un mejor estado de conservación que el pilón calabrés, que en cualquier caso, ha sido declarado apto por un peritaje del Instituto Italiano de Soldadura en 2008.
La Torre Faro ha sido dotada de una instalación que permite cambiar el color y la intensidad de su iluminación, mientras que un robo de cobre de toda la superficie de los paneles fotovoltaicos unos pocos días después de su establecimiento por parte de la Provincia de Reggio Calabria, hace casi invisible la estructura del lado continental.
Aunque ya no tenían ninguna función práctica, los pilones no se demolieron, y hoy en día poseen el estatus de monumentos históricos protegidos. Se utilizan para obtener medidas meteorológicas, para ejercicios de rescate en altura y para sistemas de telecomunicación.
Desde 2006, el pilón de la costa siciliana se abrió al público durante un par de temporadas: la visita requería subir una escalera de 2240 escalones para llegar a la plataforma más alta.

## Coordenadas
| Elemento                               | Coordenadas                                          |
| -------------------------------------- | ---------------------------------------------------- |
| Terminal calabresa del cable submarino | 38°12′11″N 15°38′16″E / 38.20306, 15.63778           |
| Pilones del Estrecho, Torre Calabria   | 38°14′42.19″N 15°40′58.82″E / 38.2450528, 15.6830056 |
| Pilones del Estrecho, Torre Faro       | 38°15′57.31″N 15°39′03.33″E / 38.2659194, 15.6509250 |
| Terminal siciliana del cable submarino | 38°13′42″N 15°33′40″E / 38.22833, 15.56111           |